# جي بي واست-فرنسا 2017
جي بي واست-فرنسا 2017 (بالإنجليزية: 2017 Bretagne Classic Ouest–France)‏ هو سباق دراجات هوائية، وهو الموسم رقم 81 من نفس السباق، وأقيم في 27 أغسطس 2017، وامتدّ لمسافة 241.71 كيلومتر، وهو أحد سباقات طواف العالم للدراجات 2017، وقد شارك في السباق 200 متسابقاً ووصل إلى نهايته 122 متسابقاً.
فاز فيه بالمركز الأول إيليا فيفياني، وبالمركز الثاني ألكسندر كريستوف، وبالمركز الثالث سوني كولبريلي.

## الفرق
| فرق عالمية (18)- AG2R La Mondiale - Cannondale-Drapac - FDJ - Astana - Lotto NL-Jumbo - BMC Racing Team - Bahrain-Merida - Bora-Hansgrohe - Dimension Data - Lotto-Soudal - Movistar Team - Quick-Step Floors - Orica-Scott - Katusha-Alpecin - سكاي - UAE Team Emirates - سنويب - Trek-Segafredo فرق قارية محترفة (7)- Direct Énergie - Bardiani CSF - Fortuneo-Oscaro - Cofidis, Solutions Crédits - ويلير تريستينا-سيل إيطاليا 2017 ‏ - Wanty-Groupe Gobert - ديلكو ‏ |  |
| |  |

## التصنيف العام النهائي
| التصنيف العام | التصنيف العام       | التصنيف العام | التصنيف العام   | التصنيف العام |        |
| الدراج        | الدراج              | البلد         | الفريق          | الوقت         | السرعة |
| ------------- | ------------------- | ------------- | --------------- | ------------- | ------ |
| 1.            | إيليا فيفياني       | إيطاليا       | سكاي            | 5 س 51 د 39 ث |        |
| 2.            | ألكسندر كريستوف     | النرويج       | كاتوشا ألبيسين  | + 0 ث         |        |
| 3.            | سوني كولبريلي       | إيطاليا       | البحرين ميريدا  | + 0 ث         |        |
| 4.            | سيب فانمارك         | بلجيكا        | كانونديل دراباك | + 0 ث         |        |
| 5.            | مايكل ماثيوز        | أستراليا      | سنويب           | + 0 ث         |        |
| 6.            | روبن جيريرو         | البرتغال      | تريك سيغافريدو  | + 0 ث         |        |
| 7.            | إيدفالد بواسون هاغن | النرويج       | دايمنشن داتا    | + 0 ث         |        |
| 8.            | ناصر بوهاني         | فرنسا         | كوفيديس         | + 0 ث         |        |
| 9.            | سيموني كونسوني      | إيطاليا       | فريق الإمارات   | + 0 ث         |        |
| 10.           | جريج فان أفرمت      | بلجيكا        | بي إم سي راسينغ | + 0 ث         |        |

## وصلات خارجية
- الموقع الرسمي
- جي بي واست-فرنسا 2017 على موقع إحصائيات الدراجات الإحترافية (الإنجليزية)